# Sedantag

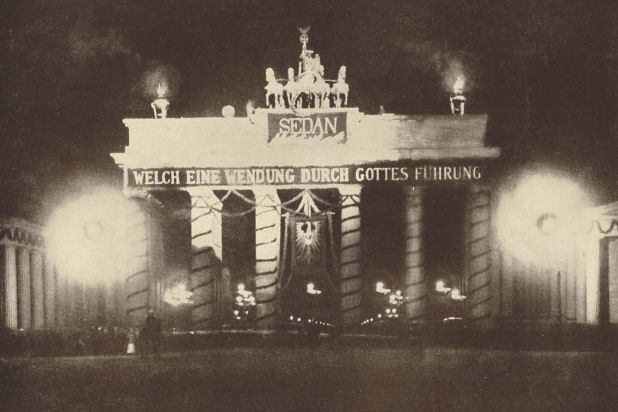
Puerta de Brandeburgo en el Sedantag de 1898.

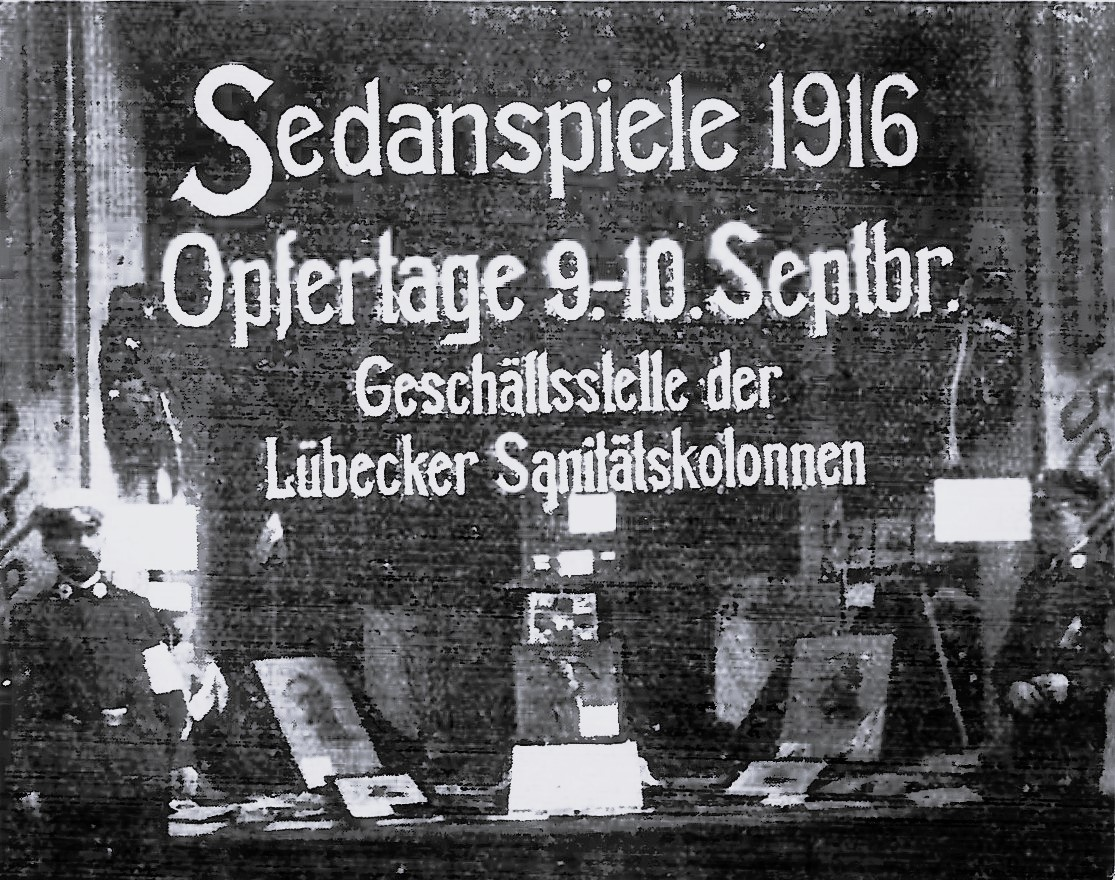
Trofeos exhibidos en el Festival de Sedán, Lübeck (1916)

El Sedantag (en alemán: Día de Sedán) fue una celebración que tenía lugar en el Imperio alemán de 1871 a 1918, para conmemorar anualmente el 2 de septiembre, fecha de conclusión de la batalla de Sedán de 1870, en la que los ejércitos prusiano, bávaro y sajón obtuvieron una victoria decisiva sobre los franceses al capturar al Emperador Napoleón III. Este combate fue la batalla decisiva de la guerra franco-prusiana que aseguró el triunfo final de Prusia y sus aliados del resto de Alemania.
El Sedantag fue primero conmemorado extraoficialmente por los veteranos de guerra del Reichsheer alemán, pero el régimen de Otto von Bismarck consideró útil la celebración de una festividad que pudiera ser conmemorada por todos los reinos y estados que se habían fusionado en el recién creado Imperio Alemán. 
El Reino de Prusia tenía una gran fecha propia de celebración nacional: el 18 de enero (día de la coronación de Guillermo I como káiser de Alemania en 1871 y también fecha de fundación oficial del reino prusiano en 1701), pero esta festividad difícilmente era aceptable por los estados como Baviera, Baden, Sajonia, o Hesse, que no tenían conexión alguna con las festividades de la dinastía Hohenzollern, y que preferían celebrar batallas de la guerra contra Francia donde sus propios regimientos hubieran tenido participación decisiva.
En tal sentido, el canciller Bismarck consideró la fecha de la Batalla de Sedán como el día adecuado para una verdadera celebración pangermana, sin distinción de reinos ni estados. Así el Sedantag se transformó desde 1872 en "día nacional" del Imperio alemán de modo informal, aunque oficialmente la fiesta nacional aún era conmemorada en el cumpleaños de cada káiser. No obstante, en tanto el Sedantag no festejaba un evento personal sino colectivo, se utilizó para toda clase de celebraciones nacionalistas y ganó popularidad entre las masas.
Entre 1874 y 1918 los festejos del Sedantag crecieron en esplendor y popularidad, sirviendo como marco para la exaltación del nacionalismo alemán entre la población. No obstante, también empezó a ser cuestionado por el creciente movimiento socialista del SPD alemán, que menospreciaba la festividad como un pretexto para exaltar el patrioterismo, el militarismo aristocrático, y el conformismo acrítico hacia la dinastía Hohenzollern, mientras las reivindicaciones del proletariado eran ignoradas. 
El Sedantag era también resistido por los católicos alemanes, que rechazaban la festividad como excusa para exaltar el "protestantismo nacional-liberal" de Bismarck y su intento de someter las confesiones religiosas a las políticas imperiales (como sucedió durante la Kulturkampf). Otra fuente de resistencia a la festividad era la población civil de Alsacia y Lorena, que alegaba ser tratada como un territorio semicolonial sin la consideración de una auténtica provincia alemana, lo cual estimulaba la adhesión de su población hacia Francia, anterior poseedora del territorio.
Al extinguirse la generación de veteranos de la guerra contra Francia, decreció el interés por el Sedantag entre las masas, pero desde 1890 la celebración dejó de centrarse en recordar la Batalla de Sedán para pasar a una fiesta de exaltación nacionalista durante el reinado de Guillermo II, creciendo la identificación de la festividad con la élite militar y el káiser; en este periodo la oposición católica y del SPD al Sedantag se hace más visible y la celebración se concentra en la clase media leal al Imperio, los funcionarios públicos, el ejército, y la aristocracia. 
Al terminar la Primera Guerra Mundial los efectos psicológicos de la derrota ante la Triple Entente hacían impopular en la opinión pública alemana la idea de festejar un Sedantag en 1919. Por ese motivo la joven República de Weimar declara que no habrá más celebraciones del Sedantag el 27 de agosto de 1919, aboliendo definitivamente la festividad.